# Henri Brissac
Pour les articles homonymes, voir Brissac.
Henri Brissac est un journaliste et homme politique français né le 16 novembre 1826 à Paris, où il est mort le 16 mai 1906. 

## Biographie
Fouriériste et pacifiste, secrétaire de Félix Pyat, rédacteur au journal Le Vengeur dès février 1871, il s'engage activement dans la Révolution de 1848. Secrétaire Général de la Commission Exécutive de la Commune de Paris, puis du Comité de salut public, il est condamné aux travaux forcés à perpétuité, déporté en Nouvelle-Calédonie, il est amnistié. Il adhère alors au Parti Ouvrier Français (P.O.F) et publiera de nombreuses brochures dans la Revue socialiste.
Brissac publia des articles dans de nombreux journaux tels que : La Démocratie pacifique, L'Écho de l'Ouest, la Revue de Paris, L'Humanité, Le Rappel, La Cloche, Le Combat (1870), Le Citoyen, Le Citoyen de Paris, Le Cri du peuple, Le Parti ouvrier, La Petite République, L'Aurore ou encore La Commune (mars 1871).
Il est inhumé au cimetière du Père-Lachaise (87e division, case n°2184).

## Œuvres
- Souvenir de Prison et du Bagne (1880)
- Vive la République européenne (1884)
- Quand j'étais au bagne (1887)
- Résumé populaire du socialisme (1889)
- La société collectiviste (1892)
- Pour et contre le collectivisme (1895)
- Leurs arguments anticollectivistes (1896)